# Octotapnia mucunaca
Octotapnia mucunaca är en skalbaggsart som beskrevs av Maria Helena M. Galileo och Martins 1998. Octotapnia mucunaca ingår i släktet Octotapnia och familjen långhorningar. Inga underarter finns listade i Catalogue of Life.